# Splinter
Splinter (с англ. — «Осколок») — седьмой студийный альбом американской панк-рок-группы The Offspring, релиз которого состоялся 9 декабря 2003 года. Релиз стал первым, записанным группой без барабанщика Рона Уэлти, который покинул группу в 2003 году. Хоть Splinter не так успешен, как предыдущие альбомы The Offspring, он получил статус «золотого» через два месяца после выпуска. Альбом получил смешанные или средние отзывы и дебютировал на 30-м месте в американском чарте Billboard 200 с около 87 000 копий, проданных за первую неделю. Треки «Hit That» и «(Can't Get My) Head Around You» были единственными двумя синглами, выпущенными с альбома; «Spare Me the Details» также был выпущен в виде сингла, но только в Новой Зеландии и Австралии.

## Название альбома
1 апреля 2003 года было анонсировано название нового альбома — «Chinese Democrazy» (искаженное «Chinese Democracy» — китайская демократия), в честь альбома группы Guns N' Roses, релиз которого многократно переносился (и состоялся лишь 23 ноября 2008 года). Но это сообщение оказалось первоапрельской шуткой.
Название альбома было взято из текста песни «Long Way Home».

## Критический прием
| Совокупная оценка             | Совокупная оценка |
| Источник                      | Оценка            |
| ----------------------------- | ----------------- |
| Metacritic                    | 60/100            |
| Оценки критиков               |                   |
| Источник                      | Оценка            |
| Allmusic                      | [ 9 ]             |
| Alternative Press             | [ 10 ]            |
| Blender                       | [ 11 ]            |
| Drowned in Sound              | 4/10              |
| Entertainment Weekly          | B−                |
| PopMatters                    | [ 14 ]            |
| Rolling Stone                 | [ 15 ]            |
| The Rolling Stone Album Guide | [ 16 ]            |
| Spin                          | 5/10              |
| USA Today                     | [ 18 ]            |

На сайте-агрегаторе Metacritic оценка альбома аналогична предыдущему релизу Conspiracy of One и составляет 60 из 100 баллов на основе 11 рецензий.
Рецензенты с таких сайтов, как Launch.com, утверждают, что альбом Splinter был долгожданным возвращением к панк-корням The Offspring, ссылаясь на такие песни, как «The Noose» и «Da Hui». Более популярные песни «Hit That» и «Spare Me the Details» также получили высокую критику.
Джонни Лофтус из AllMusic также похвалил панк-песни, такие как «Long Way Home» и «Lightning Rod», и заявил, что второй сингл «Head Around You» стал выдающимся с альбома. Тем не менее, он раскритиковал такие песни, как «The Worst Hangover Ever» и «When You’re in Prison», называя их «отбросами». Адам Уильямс из PopMatters также похвалил треки «Head Around You», «Race Against Myself» и другие более тяжелые песни в альбоме. Тем не менее, он также назвал «The Worst Hangover Ever» «идиотским» и снова подверг критике «When You’re in Prison» и «Neocon». Он также раскритиковал короткую длительность альбома, назвав это «потерянным потенциалом».

## Список композиций
Все тексты написаны Декстером Холландом.
| №                   | Название                         | Длительность |
| ------------------- | -------------------------------- | ------------ |
| 1.                  | «Neocon»                         | 1:07         |
| 2.                  | «The Noose»                      | 3:19         |
| 3.                  | «Long Way Home»                  | 2:23         |
| 4.                  | «Hit That»                       | 2:49         |
| 5.                  | «Race Against Myself»            | 3:32         |
| 6.                  | «(Can’t Get My) Head Around You» | 2:14         |
| 7.                  | «The Worst Hangover Ever»        | 2:59         |
| 8.                  | «Never Gonna Find Me»            | 2:39         |
| 9.                  | «Lightning Rod»                  | 3:20         |
| 10.                 | «Spare Me the Details»           | 3:26         |
| 11.                 | «Da Hui»                         | 1:44         |
| 12.                 | «When You're in Prison»          | 2:33         |
| Общая длительность: | Общая длительность:              | 32:05        |

## Чарты и сертификации

### Чарты
| Чарт (2003–2004)         | Высшая позиция |
| ------------------------ | -------------- |
| Australian Albums Chart  | 12             |
| Austrian Albums Chart    | 10             |
| Japanese Albums Chart    | 8              |
| New Zealand Albums Chart | 27             |
| Polish Albums Chart      | 22             |
| Swedish Albums Chart     | 56             |
| Swiss Albums Chart       | 13             |
| UK Albums Chart          | 27             |
| Billboard 200            | 30             |

### Сертификации
| Регион | Сертификация | Продажи  |
| --- | ------------ | -------- |
| Австралия (ARIA) | Платиновый   | 70 000^  |
| Франция (SNEP) | Золотой      | 100 000* |
| Швейцария (IFPI Switzerland)                                                                                             | Золотой      | 20 000^  |
| Великобритания (BPI) | Золотой      | 100 000  |
| США (RIAA) | Золотой      | 500 000^ |
| * Данные о продажах приведены только на основе сертификации. ^ Данные о тиражах приведены только на основе сертификации. |              |          |

## Участники записи
The Offspring
- Декстер Холланд — вокал, гитара
- Кевин «Нудлз» Вассерман — гитара, бэк-вокал
- Грег Крисел — бас-гитара, бэк-вокал

Дополнительный персонал
- Джош Фриз — барабаны
- Брэндон О’Брайн — продюсер, пианино «Spare Me the Details»

## Факты
Для альбома была записана ещё одна песня «Pass Me By», но группа чувствовала, что она слишком тяжела для релиза и её решили не включать в треклист.